# Yngaren
Yngaren ist ein schwedischer See im Süden von Södermanland. Der See liegt 15 Kilometer westnordwestlich von Nyköping.
Yngaren ist der viertgrößte See der Provinz und hat eine Fläche von 47 km². Der See liegt 19 Meter über dem Meeresspiegel (m ö.h.) auf der Sörmländischen Seenplatte und entwässert in den Nyköpingsån. Der Zufluss ist der Åkforsån und der Abfluss der Skräddartorpsån. Er ist tief, hat sauberes, nährstoffreiches Wasser und versorgt unter anderem Nyköping und Oxelösund mit Trinkwasser.
Direkt am See liegt der Ort Björkvik.

## Schiffsverkehr
Das aus Eisen gebaute Dampfschiff Munter wurde von Graf Erik Sparre von Torpa bei Ulricehamn für den Passagiertransport auf dem Åsunden 1879 bei Lidköpings Mekaniska Verkstad in Lidköping gebaut. Das Boot wurde 1910 an Åsundens Trafikförening verkauft und zum Yngaren gebracht. Dort war es bis 1943 im Einsatz, verblieb jedoch bis 1955 am See. Nach einem Einsatz am Båven lag es seit 2002 in Sparreholm und wurde später renoviert.
Das Schiff wird im renovierten Zustand mit Dampf betrieben und für Touren- und Charterfahrten auf dem Yngaren verwendet. Am 28. Mai 2011 wurde die Munter durch den Regierungspräsidenten Bo Konberg in Betrieb genommen.

## Weblinks

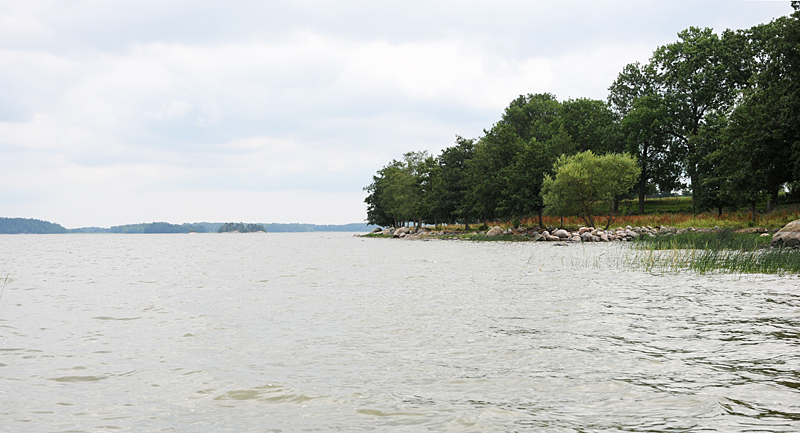
Yngaren mit Hagbyberga